# Districtul Si Nakhon
Si Nakhon (în thailandeză ศรีนคร) este un district (Amphoe) din provincia Sukhothai, Thailanda, cu o populație de 27.374 de locuitori și o suprafață de 199,865 km².

## Componență
Districtul este subdivizat în 5 subdistricte (tambon), care sunt subdivizate în 49 de sate (muban).
| Nr. | Nume           | În thailandeză | Sate | Locuitori |  |
| --- | -------------- | -------------- | ---- | --------- |  |
| 1.  | Si Nakhon      | ศรีนคร          | 10   | 6,759     |  |
| 2.  | Nakhon Doet    | นครเดิฐ         | 11   | 5,637     |  |
| 3.  | Nam Khum       | น้ำขุม           | 10   | 5,674     |  |
| 4.  | Khlong Maphlap | คลองมะพลับ      | 10   | 6,317     |  |
| 5.  | Nong Bua       | หนองบัว         | 8    | 2,987     |  |